# Lijst van gemeentelijke monumenten in Hardenberg
De gemeente Hardenberg kent 104 gemeentelijke monumenten, hieronder een overzicht. 

## Ane
De plaats Ane kent 3 gemeentelijke monumenten:
| Object                 | Bouwjaar | Architect | Locatie      | Coördinaten                   | Nr.          | Afbeelding        |
| ---------------------- | -------- | --------- | ------------ | ----------------------------- | ------------ | ----------------- |
| Erve Wolbink           |          |           | De Steeghe 5 | 52° 36' 43" NB, 6° 38' 52" OL | 0160/wikinr1 | Upload foto       |
| Erve Lugies of Willink |          |           | De Steeghe 6 | 52° 36' 41" NB, 6° 38' 47" OL | 0160/wikinr2 | Meer afbeeldingen |
| Erve Habers            |          |           | De Vaart 12  | 52° 36' 47" NB, 6° 39' 8" OL  | 0160/wikinr3 | Erve Habers       |

## Anerveen
De plaats Anerveen kent 2 gemeentelijke monumenten:
| Object             | Bouwjaar | Architect | Locatie          | Coördinaten                   | Nr.          | Afbeelding  |
| ------------------ | -------- | --------- | ---------------- | ----------------------------- | ------------ | ----------- |
| Hallehuisboerderij |          |           | Verbindingsweg 4 | 52° 37' 35" NB, 6° 38' 43" OL | 0160/wikinr4 | Upload foto |
| Hallehuisboerderij |          |           | Verbindingsweg 6 | 52° 37' 35" NB, 6° 38' 41" OL | 0160/wikinr5 | Upload foto |

## Balkbrug
De plaats Balkbrug kent 5 gemeentelijke monumenten:
| Object                     | Bouwjaar | Architect | Locatie          | Coördinaten                   | Nr.           | Afbeelding                |
| -------------------------- | -------- | --------- | ---------------- | ----------------------------- | ------------- | ------------------------- |
| Landgoed Den Hoogen Gaerde |          |           | Lutten Oever 6-7 |                               | 0160/wikinr6  | Upload foto               |
| Boerderij Het Reestdal     |          |           | Den Westerhuis 1 | 52° 37' 27" NB, 6° 22' 21" OL | 0160/wikinr7  | Meer afbeeldingen         |
| De Gereformeerde Pastorie  |          |           | Zwolseweg 26     | 52° 35' 60" NB, 6° 23' 14" OL | 0160/wikinr8  | De Gereformeerde Pastorie |
| Ontginningsboerderij       |          |           | Zwolseweg 189    | 52° 35' 51" NB, 6° 21' 41" OL | 0160/wikinr9  | Ontginningsboerderij      |
| Huize Voorzorg             |          |           | Zwolseweg 217    | 52° 35' 44" NB, 6° 20' 27" OL | 0160/wikinr10 | Huize Voorzorg            |

## Bergentheim
De plaats Bergentheim kent 4 gemeentelijke monumenten:
| Object                 | Bouwjaar | Architect | Locatie           | Coördinaten                   | Nr.           | Afbeelding             |
| ---------------------- | -------- | --------- | ----------------- | ----------------------------- | ------------- | ---------------------- |
| Erve Waterink          |          |           | Brinkweg 6        | 52° 31' 38" NB, 6° 34' 33" OL | 0160/wikinr11 | Upload foto            |
| Hervormde Kerk         | 1940     |           | Kanaalweg-Oost 59 | 52° 31' 36" NB, 6° 37' 15" OL | 0160/wikinr12 | Hervormde Kerk         |
| Draaibrug Gouden Ploeg |          |           | Kanaalweg-West -  | 52° 31' 21" NB, 6° 36' 51" OL | 0160/wikinr13 | Draaibrug Gouden Ploeg |
| Katerstede Nijkamp     |          |           | Mölinksweg 2      | 52° 31' 44" NB, 6° 35' 30" OL | 0160/wikinr14 | Upload foto            |

## Dedemsvaart
De plaats Dedemsvaart kent 30 gemeentelijke monumenten
| Object                           | Bouwjaar | Architect | Locatie              | Coördinaten                   | Nr.           | Afbeelding                   |
| -------------------------------- | -------- | --------- | -------------------- | ----------------------------- | ------------- | ---------------------------- |
| Dokterswoning                    |          |           | Hoofdvaart 9         | 52° 35' 59" NB, 6° 27' 14" OL | 0160/wikinr16 | Upload foto                  |
| Burgemeesterswoning              |          |           | Hoofdvaart 27-29     | 52° 35' 58" NB, 6° 27' 9" OL  | 0160/wikinr17 | Meer afbeeldingen            |
| Hoofdkantoor Stoomtramwegmij     |          |           | Hoofdvaart 53        | 52° 35' 56" NB, 6° 26' 54" OL | 0160/wikinr18 | Hoofdkantoor Stoomtramwegmij |
| Hoofdkantoor Stoomtramwegmij     |          |           | Hoofdvaart 55        | 52° 35' 56" NB, 6° 26' 54" OL | 0160/wikinr19 | Hoofdkantoor Stoomtramwegmij |
| Hoofdkantoor Stoomtramwegmij     |          |           | Hoofdvaart 57        | 52° 35' 56" NB, 6° 26' 54" OL | 0160/wikinr20 | Hoofdkantoor Stoomtramwegmij |
| Hoofdkantoor Stoomtramwegmij     |          |           | Hoofdvaart 59        | 52° 35' 56" NB, 6° 26' 54" OL | 0160/wikinr21 | Hoofdkantoor Stoomtramwegmij |
| Scheepsbouwmeestershuis          |          |           | Hoofdvaart 88        | 52° 35' 53" NB, 6° 26' 49" OL | 0160/wikinr22 | Upload foto                  |
| Huize Kalkwijk                   |          |           | Julianastraat 40     | 52° 36' 7" NB, 6° 27' 27" OL  | 0160/wikinr23 | Meer afbeeldingen            |
| Huize De Driesprong              |          |           | Langewijk 2          | 52° 35' 54" NB, 6° 25' 16" OL | 0160/wikinr24 | Upload foto                  |
| St. Vituskerk                    |          |           | Langewijk 170a       | 52° 36' 22" NB, 6° 27' 35" OL | 0160/wikinr25 | Meer afbeeldingen            |
| Villa Rijnsburgersoord           |          |           | Langewijk 190        | 52° 36' 23" NB, 6° 27' 46" OL | 0160/wikinr26 | Upload foto                  |
| Villa Groot Landzicht            |          |           | Langewijk 362        | 52° 36' 26" NB, 6° 28' 39" OL | 0160/wikinr27 | Upload foto                  |
| Het Oude Postkantoor             |          |           | Markt 1              | 52° 35' 60" NB, 6° 27' 22" OL | 0160/wikinr28 | Het Oude Postkantoor         |
| Smeedijzeren draaibrug           |          |           | Moerheimstraat -     | 52° 36' 7" NB, 6° 28' 28" OL  | 0160/wikinr29 | Upload foto                  |
| Villa Arriërend                  |          |           | Moerheimstraat 86    | 52° 36' 4" NB, 6° 27' 60" OL  | 0160/wikinr31 | Upload foto                  |
| Villa Arriërend                  |          |           | Moerheimstraat 88    | 52° 36' 4" NB, 6° 27' 60" OL  | 0160/wikinr32 | Upload foto                  |
| Woonhuis                         |          |           | Moerheimstraat 89    | 52° 36' 4" NB, 6° 28' 22" OL  | 0160/wikinr33 | Upload foto                  |
| Villa Frisia State               |          |           | Moerheimstraat 94-96 | 52° 36' 5" NB, 6° 28' 9" OL   | 0160/wikinr34 | Upload foto                  |
| Huize Marquette                  |          |           | Moerheimstraat 98    | 52° 36' 5" NB, 6° 28' 11" OL  | 0160/wikinr35 | Upload foto                  |
| De Rollepaal                     |          |           | Moerheimstraat 121   | 52° 36' 11" NB, 6° 29' 25" OL | 0160/wikinr36 | Upload foto                  |
| Villa Teunissien Dina            |          |           | Moerheimstraat 144   | 52° 36' 7" NB, 6° 28' 31" OL  | 0160/wikinr37 | Upload foto                  |
| Het Oude Raadhuis                |          |           | Molstraat 1          | 52° 35' 58" NB, 6° 27' 8" OL  | 0160/wikinr38 | Het Oude Raadhuis            |
| Joodse begraafplaats De Mulderij |          |           | Mulderij -           | 52° 36' 32" NB, 6° 26' 45" OL | 0160/wikinr39 | Upload foto                  |
| Begraafplaats Het Achterveld     |          |           | Noord Stegeren 46    | 52° 36' 47" NB, 6° 28' 19" OL | 0160/wikinr40 | Upload foto                  |
| Boerderij Zijlstra               |          |           | Oostwijk 33          | 52° 35' 10" NB, 6° 28' 5" OL  | 0160/wikinr41 | Meer afbeeldingen            |
| Villa Rheezerend                 |          |           | Rheezerend 110-112   | 52° 36' 32" NB, 6° 29' 59" OL | 0160/wikinr42 | Upload foto                  |
| Huize Truiswijk                  |          |           | Rheezerend 160-162   | 52° 36' 34" NB, 6° 30' 26" OL | 0160/wikinr43 | Meer afbeeldingen            |
| Villa Nooit Gedacht              |          |           | Schutwijk 2          | 52° 36' 13" NB, 6° 29' 28" OL | 0160/wikinr44 | Upload foto                  |
| Kwekerij Tottenham               |          |           | Tottenhamstraat 2-4  | 52° 36' 34" NB, 6° 30' 49" OL | 0160/wikinr45 | Upload foto                  |
| Sluiswachterwoning               |          |           | Tottenhamstraat 19   | 52° 36' 28" NB, 6° 31' 32" OL | 0160/wikinr46 | Meer afbeeldingen            |

## Gramsbergen
De plaats Gramsbergen kent 10 gemeentelijke monumenten:
| Object                       | Bouwjaar | Architect | Locatie                      | Coördinaten                   | Nr.           | Afbeelding                   |
| ---------------------------- | -------- | --------- | ---------------------------- | ----------------------------- | ------------- | ---------------------------- |
| Het Lijkenhuisje             |          |           | De Anerdijk 15               | 52° 36' 37" NB, 6° 39' 38" OL | 0160/wikinr47 | Upload foto                  |
| Het Raadhuis van Gramsbergen |          |           | De Esch 1                    | 52° 36' 33" NB, 6° 40' 2" OL  | 0160/wikinr48 | Het Raadhuis van Gramsbergen |
| Den Westeresch               |          |           | Hardenbergerweg 3            | 52° 36' 15" NB, 6° 39' 46" OL | 0160/wikinr49 | Upload foto                  |
| Herenhuis Bouwlust           |          |           | Hardenbergerweg 5-7          | 52° 36' 2" NB, 6° 39' 41" OL  | 0160/wikinr50 | Upload foto                  |
| Het Wevershuisje             |          |           | Oudestraat 10                | 52° 36' 37" NB, 6° 40' 24" OL | 0160/wikinr51 | Upload foto                  |
| Jaren '30 woningen           |          |           | Burg. Van Riemsdijkstraat 19 | 52° 36' 34" NB, 6° 40' 29" OL | 0160/wikinr52 | Upload foto                  |
| Jaren '30 woningen           |          |           | Burg. Van Riemsdijkstraat 21 | 52° 36' 34" NB, 6° 40' 29" OL | 0160/wikinr53 | Upload foto                  |
| Jaren '30 woningen           |          |           | Burg. Van Riemsdijkstraat 23 | 52° 36' 34" NB, 6° 40' 29" OL | 0160/wikinr54 | Upload foto                  |
| Het Meestershuis             |          |           | Stationsstraat 8             | 52° 36' 40" NB, 6° 40' 29" OL | 0160/wikinr55 | Upload foto                  |
| De Directeurswoning          |          |           | Stationsstraat 22            | 52° 36' 40" NB, 6° 40' 33" OL | 0160/wikinr56 | Upload foto                  |

## Hardenberg
De plaats Hardenberg kent 20 gemeentelijke monumenten:
| Object                         | Bouwjaar                  | Architect | Locatie                                     | Coördinaten                   | Nr.            | Afbeelding                 |
| ------------------------------ | ------------------------- | --------- | ------------------------------------------- | ----------------------------- | -------------- | -------------------------- |
| Boerderij Van der Velde        |                           |           | Brandweg 3                                  | 52° 34' 7" NB, 6° 36' 2" OL   | 0160/wikinr57  | Boerderij Van der Velde    |
| Het Notariskantoor             |                           |           | De Brink 30                                 | 52° 34' 28" NB, 6° 36' 48" OL | 0160/wikinr58  | Het Notariskantoor         |
| Marechausseekazerne            |                           |           | Nijenstede 4                                | 52° 34' 29" NB, 6° 37' 28" OL | 0160/wikinr59  | Marechausseekazerne        |
| Directeurswoning               |                           |           | Gramsbergerweg 16                           | 52° 34' 29" NB, 6° 37' 33" OL | 0160/wikinr60  | Directeurswoning           |
| Middenstandswoning             |                           |           | Gramsbergerweg 33                           | 52° 34' 30" NB, 6° 37' 41" OL | 0160/wikinr61  | Middenstandswoning         |
| Middenstandswoning             |                           |           | Gramsbergerweg 35                           | 52° 34' 30" NB, 6° 37' 41" OL | 0160/wikinr62  | Middenstandswoning         |
| Stationskoffiehuis Kampman     |                           |           | Hessenweg 9                                 | 52° 34' 26" NB, 6° 36' 22" OL | 0160/wikinr63  | Stationskoffiehuis Kampman |
| De Schoenmakerij               |                           |           | Hessenweg 31                                | 52° 34' 26" NB, 6° 36' 9" OL  | 0160/wikinr64  | Upload foto                |
| Huize Nijenstede               |                           |           | Hessenweg 51                                | 52° 34' 16" NB, 6° 35' 47" OL | 0160/wikinr65  | Upload foto                |
| Pastorie Heemse                |                           |           | Kerkpad 1                                   | 52° 34' 12" NB, 6° 36' 8" OL  | 0160/wikinr66  | Pastorie Heemse            |
| De Stadsboerderijtjes          |                           |           | Kromme Steeg - (achter Voorstraat 33 en 37) |                               | 0160/wikinr67  | De Stadsboerderijtjes      |
| De Stadsboerderijtjes          |                           |           | Kromme Steeg - (achter Voorstraat 33 en 37) |                               | 0160/wikinr68  | De Stadsboerderijtjes      |
| De Kastanjehof                 |                           |           | Lage Doelen 2                               | 52° 34' 28" NB, 6° 37' 2" OL  | 0160/wikinr69  | De Kastanjehof             |
| De Nieuwe Joodse begraafplaats | begin 20ste eeuw gesticht |           | Mulopad -                                   | 52° 34' 33" NB, 6° 37' 35" OL | 0160/wikinr70  | Meer afbeeldingen          |
| Erve Hesselink                 |                           |           | Rheezerweg 2                                | 52° 34' 13" NB, 6° 36' 23" OL | 0160/wikinr71  | Erve Hesselink             |
| Kerkhof Heemse                 |                           |           | Scholtensdijk -                             | 52° 34' 15" NB, 6° 36' 6" OL  | 0160/wikinr72  | Kerkhof Heemse             |
| Directeurswoning Blok          |                           |           | Scholtensdijk 19                            | 52° 34' 5" NB, 6° 36' 7" OL   | 0160/wikinr73  | Directeurswoning Blok      |
| Kerkhof Nijenstede             |                           |           | Stationsstraat -                            | 52° 34' 26" NB, 6° 37' 31" OL | 0160/wikinr74  | Meer afbeeldingen          |
| Het Stationsgebouw             |                           |           | Stationsstraat 26-28                        | 52° 34' 20" NB, 6° 37' 39" OL | 0160/wikinr75  | Het Stationsgebouw         |
| Het Postkantoor                |                           |           | Voorstraat 38-40                            | 52° 34' 31" NB, 6° 36' 58" OL | 0160/wikinr76  | Het Postkantoor            |
| De Grensstenen                 |                           |           | Langs de Rijksgrens                         |                               | 0160/wikinr105 | Upload foto                |

## Holtheme
De plaats Holtheme kent 2 gemeentelijke monumenten:
| Object          | Bouwjaar | Architect | Locatie               | Coördinaten                   | Nr.           | Afbeelding  |
| --------------- | -------- | --------- | --------------------- | ----------------------------- | ------------- | ----------- |
| Erve Leemgraven |          |           | Holthemereschweg 9-13 | 52° 36' 59" NB, 6° 42' 37" OL | 0160/wikinr77 | Upload foto |
| De Witte Kuiper |          |           | Kilseweg 7            | 52° 37' 10" NB, 6° 42' 1" OL  | 0160/wikinr78 | Upload foto |

## Holthone
De plaats Holthone kent 2 gemeentelijke monumenten:
| Object             | Bouwjaar | Architect | Locatie        | Coördinaten                   | Nr.           | Afbeelding  |
| ------------------ | -------- | --------- | -------------- | ----------------------------- | ------------- | ----------- |
| Het Meestershuis   |          |           | Holthonerweg 2 | 52° 38' 9" NB, 6° 39' 58" OL  | 0160/wikinr79 | Upload foto |
| Het Oude Schooltje |          |           | Holthonerweg 4 | 52° 38' 10" NB, 6° 39' 59" OL | 0160/wikinr80 | Upload foto |

## Kloosterhaar
De plaats Kloosterhaar kent 1 gemeentelijk monument:
| Object                 | Bouwjaar | Architect | Locatie       | Coördinaten                   | Nr.           | Afbeelding  |
| ---------------------- | -------- | --------- | ------------- | ----------------------------- | ------------- | ----------- |
| Boerderij Heerjansland |          |           | Groenedijk 13 | 52° 29' 27" NB, 6° 40' 57" OL | 0160/wikinr81 | Upload foto |

## De Krim
De plaats De Krim kent 10 gemeentelijke monumenten
| Object                        | Bouwjaar | Architect | Locatie         | Coördinaten                   | Nr.           | Afbeelding                    |
| ----------------------------- | -------- | --------- | --------------- | ----------------------------- | ------------- | ----------------------------- |
| Arbeidershuisje Onder Ons     |          |           | Fabriekswijk 2  | 52° 39' 4" NB, 6° 37' 37" OL  | 0160/wikinr82 | Upload foto                   |
| Arbeidershuisje Onder Ons     |          |           | Fabriekswijk 4  | 52° 39' 4" NB, 6° 37' 37" OL  | 0160/wikinr83 | Upload foto                   |
| Arbeidershuisje Onder Ons     |          |           | Fabriekswijk 6  | 52° 39' 4" NB, 6° 37' 37" OL  | 0160/wikinr84 | Upload foto                   |
| Arbeidershuisje Onder Ons     |          |           | Fabriekswijk 8  | 52° 39' 4" NB, 6° 37' 37" OL  | 0160/wikinr85 | Upload foto                   |
| De Kalkoven                   |          |           | Kalkwijk 7      | 52° 39' 3" NB, 6° 38' 31" OL  | 0160/wikinr86 | Meer afbeeldingen             |
| Boerderij Velema              |          |           | Parallelweg 18  | 52° 39' 5" NB, 6° 36' 54" OL  | 0160/wikinr87 | Boerderij Velema              |
| Villaboerderij Leenders       |          |           | Parallelweg 19  | 52° 39' 6" NB, 6° 36' 57" OL  | 0160/wikinr88 | Villaboerderij Leenders       |
| Het Meestershuis              |          |           | Parallelweg 26  | 52° 39' 7" NB, 6° 37' 15" OL  | 0160/wikinr89 | Upload foto                   |
| Hervormde Kerk Ebben Haezer   | 1912     |           | Parallelweg 39  | 52° 39' 8" NB, 6° 37' 30" OL  | 0160/wikinr90 | Hervormde Kerk Ebben Haezer   |
| Salomons' Groninger boerderij |          |           | Posthoornweg 52 | 52° 38' 48" NB, 6° 35' 55" OL | 0160/wikinr91 | Salomons' Groninger boerderij |

## Loozen
De plaats Loozen kent 1 gemeentelijk monument:
| Object              | Bouwjaar | Architect | Locatie           | Coördinaten                   | Nr.           | Afbeelding          |
| ------------------- | -------- | --------- | ----------------- | ----------------------------- | ------------- | ------------------- |
| De Loozensche Linie |          |           | Hardenbergerweg - | 52° 35' 31" NB, 6° 39' 46" OL | 0160/wikinr92 | De Loozensche Linie |

## Lutten
De plaats Lutten kent 7 gemeentelijke monumenten
| Object                    | Bouwjaar | Architect | Locatie                     | Coördinaten                   | Nr.           | Afbeelding             |
| ------------------------- | -------- | --------- | --------------------------- | ----------------------------- | ------------- | ---------------------- |
| Hervormde Kerk en Kerkhof |          |           | Anerweg-Noord 42            | 52° 36' 38" NB, 6° 34' 41" OL | 0160/wikinr93 | Upload foto            |
| Watertoren                | 1932     |           | Dedemsvaartseweg-Noord 64a  | 52° 36' 32" NB, 6° 32' 36" OL | 0160/wikinr94 | Watertoren             |
| De Rentmeesterswoning     |          |           | Dedemsvaartseweg-Noord 20   | 52° 36' 31" NB, 6° 31' 54" OL | 0160/wikinr95 | Upload foto            |
| Villa Eikenoord           |          |           | Dedemsvaartseweg-Noord 46   | 52° 36' 32" NB, 6° 32' 21" OL | 0160/wikinr96 | Villa Eikenoord        |
| Villa Cederoord           |          |           | Dedemsvaartseweg-Noord 50   | 52° 36' 32" NB, 6° 32' 25" OL | 0160/wikinr97 | Upload foto            |
| De Groninger boerderij    |          |           | Dedemsvaartseweg-Zuid 45-47 | 52° 36' 32" NB, 6° 32' 58" OL | 0160/wikinr98 | De Groninger boerderij |
| De Baanbreker             |          |           | Dedemsvaartseweg-Zuid 59    | 52° 36' 32" NB, 6° 33' 17" OL | 0160/wikinr99 | De Baanbreker          |

## Mariënberg
De plaats Mariënberg kent 1 gemeentelijk monument:
| Object             | Bouwjaar | Architect | Locatie         | Coördinaten                   | Nr.            | Afbeelding        |
| ------------------ | -------- | --------- | --------------- | ----------------------------- | -------------- | ----------------- |
| Het Stationsgebouw |          |           | Stationsweg 2-4 | 52° 30' 32" NB, 6° 34' 28" OL | 0160/wikinr100 | Meer afbeeldingen |

## Sibculo
De plaats Sibculo kent 1 gemeentelijk monument:
| Object            | Bouwjaar | Architect | Locatie           | Coördinaten                   | Nr.            | Afbeelding        |
| ----------------- | -------- | --------- | ----------------- | ----------------------------- | -------------- | ----------------- |
| Woonhuis Biewenga |          |           | Kloosterstraat 16 | 52° 29' 27" NB, 6° 39' 29" OL | 0160/wikinr101 | Woonhuis Biewenga |

## Slagharen
De plaats Slagharen kent 2 gemeentelijke monumenten:
| Object                   | Bouwjaar | Architect | Locatie            | Coördinaten                   | Nr.            | Afbeelding  |
| ------------------------ | -------- | --------- | ------------------ | ----------------------------- | -------------- | ----------- |
| Het St. Antoniusklooster |          |           | Coevorderweg 31-39 | 52° 37' 23" NB, 6° 33' 22" OL | 0160/wikinr102 | Upload foto |

## Venebrugge
De plaats Venebrugge kent 1 gemeentelijk monument:
| Object            | Bouwjaar | Architect | Locatie      | Coördinaten                   | Nr.            | Afbeelding        |
| ----------------- | -------- | --------- | ------------ | ----------------------------- | -------------- | ----------------- |
| Het Commiezenhuis |          |           | Hoogenweg 61 | 52° 33' 39" NB, 6° 40' 19" OL | 0160/wikinr104 | Het Commiezenhuis |

Almelo ·
Borne ·
Dalfsen ·
Dinkelland ·
Deventer ·
Enschede ·
Haaksbergen ·
Hardenberg ·
Hellendoorn ·
Hengelo ·
Hof van Twente ·
Kampen ·
Losser ·
Oldenzaal ·
Olst-Wijhe ·
Ommen ·
Raalte ·
Rijssen-Holten ·
Staphorst ·
Steenwijkerland ·
Twenterand ·
Wierden ·
Zwartewaterland ·
Zwolle